# كورونيالز
الجيل التاجي كورونيالز (يُطلق عليه أحيانًا اسم الجيل C ) عبارة عن مجموعة سكانية، وهي مجموعة فرعية محتملة من الجيل Z أو الجيل ألفا، تم تصورها بعد ظهور جائحة كورونا 2019-20. على غرار النمو السكاني الذي يتبع الانخفاض الأولي في عدد السكان بسبب الكوارث الطبيعية أو الحرب، مثل جيل طفرة المواليد في الحرب العالمية الثانية، يتم تصور الأطفال المولودين في كورونا في أحد حالتين: زيادة النشاط الجنسي بين الأزواج المعزولين ذاتيًا أو المحاصرين، أو النمو السكاني بعد زوال العدوى؛ وهو ما تم تشجيعه بين بعض المجتمعات والحكومات.
يشتق اسم "كورونيالز" من فيروس كورونا والوباء المرتبط به، والمجموعة السكانية، جيل الألفية. تم ذكر المصطلح في بودكاست This Week in Virology في أبريل 2020 كاسم بديل للجيل زد، والذي تم وصفه بأنه "اسم أعرج تمامًا". وقد ذُكر أن الوباء هو "حدث حاسم لما يسمى بالجيل زد".
أشارت ورقة بحثية منشورة في مجلة Nurse Education Today عام 2020 إلى أن المصطلح قد يكون من الأفضل تطبيقه على مجموعة الممرضات اللاتي أكملن تدريبهن أثناء الوباء. استخدم تشيب لي جراند من صحيفة سيدني مورنينج هيرالد المصطلح للإشارة إلى "جيل الشباب الذين أنهوا المدرسة الثانوية وبدأوا الدراسة الجامعية في سنوات الإغلاق بسبب كوفيد".

## التعريف البديل
يمكن أيضا استخدام المصطلح لوصف جيل الألفية الذين تأثرت حياتهم المراهقة بشكل كبير بالتأثيرات الاجتماعية للوباء. ومن بين هذه التأثيرات إغلاق المدارس الذي بدأ في مارس 2020 في العديد من البلدان كجزء من التدابير الاحترازية لوقف انتشار الفيروس. يمكن الإشارة إلى الطلاب الذين لم يتم إجراء امتحاناتهم، على سبيل المثال أولئك الموجودين في المملكة المتحدة باسم "الطلاب التاجيين".